# Nawajo

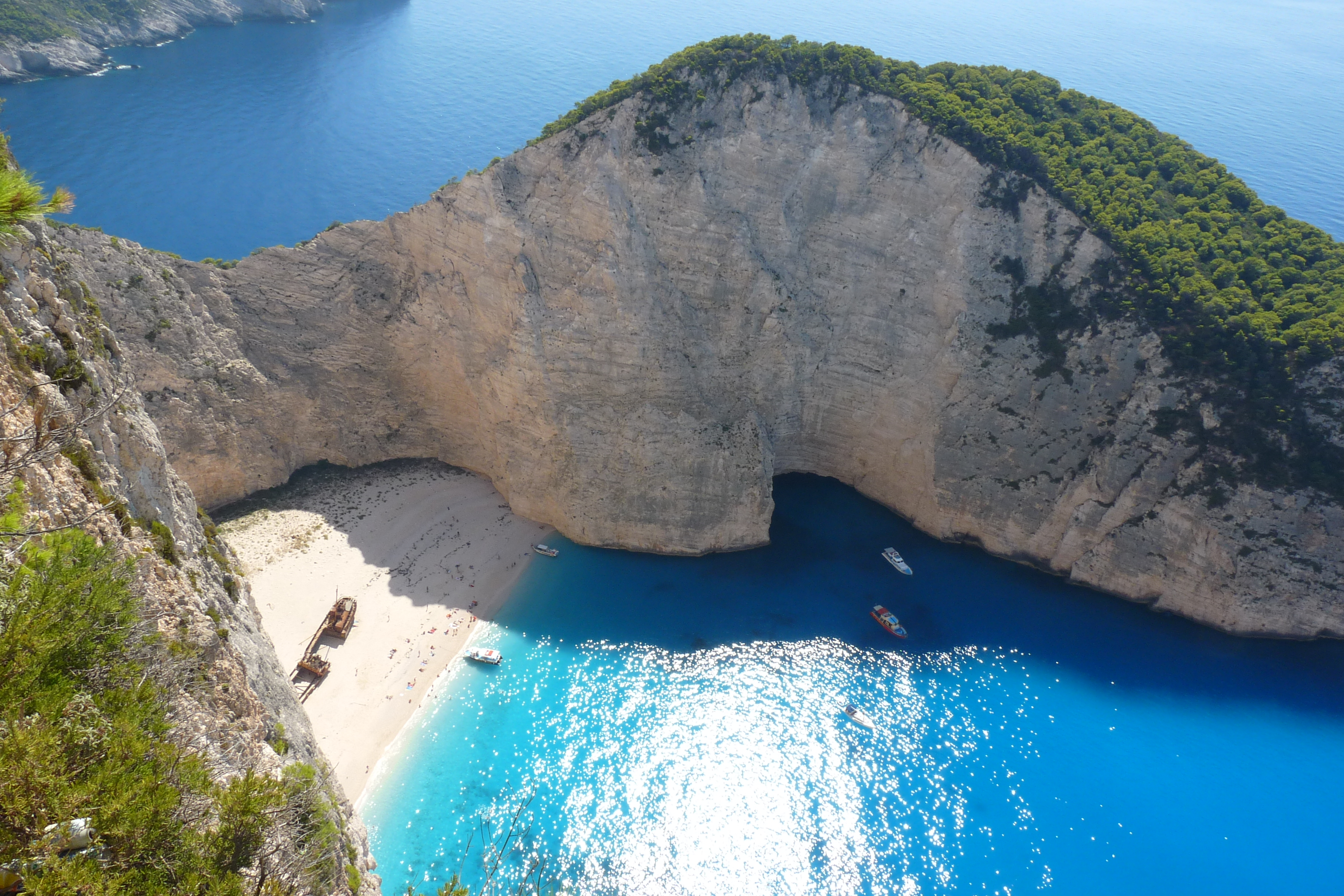
Plaża Nawajo

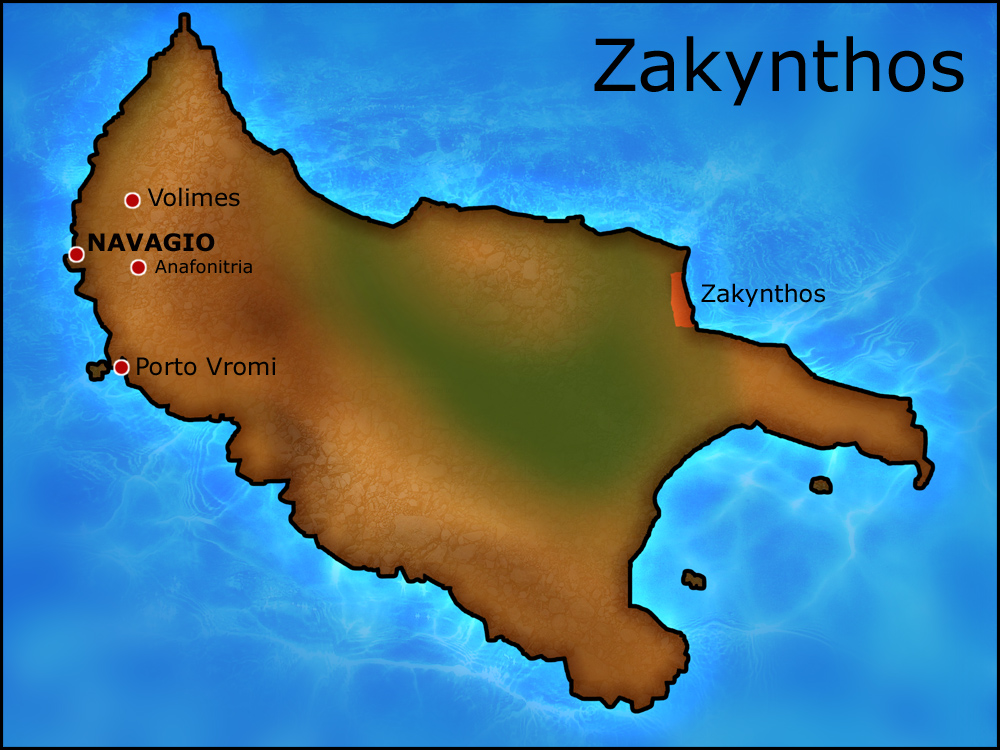
Mapa ukazuje lokalizację plaży Navajo

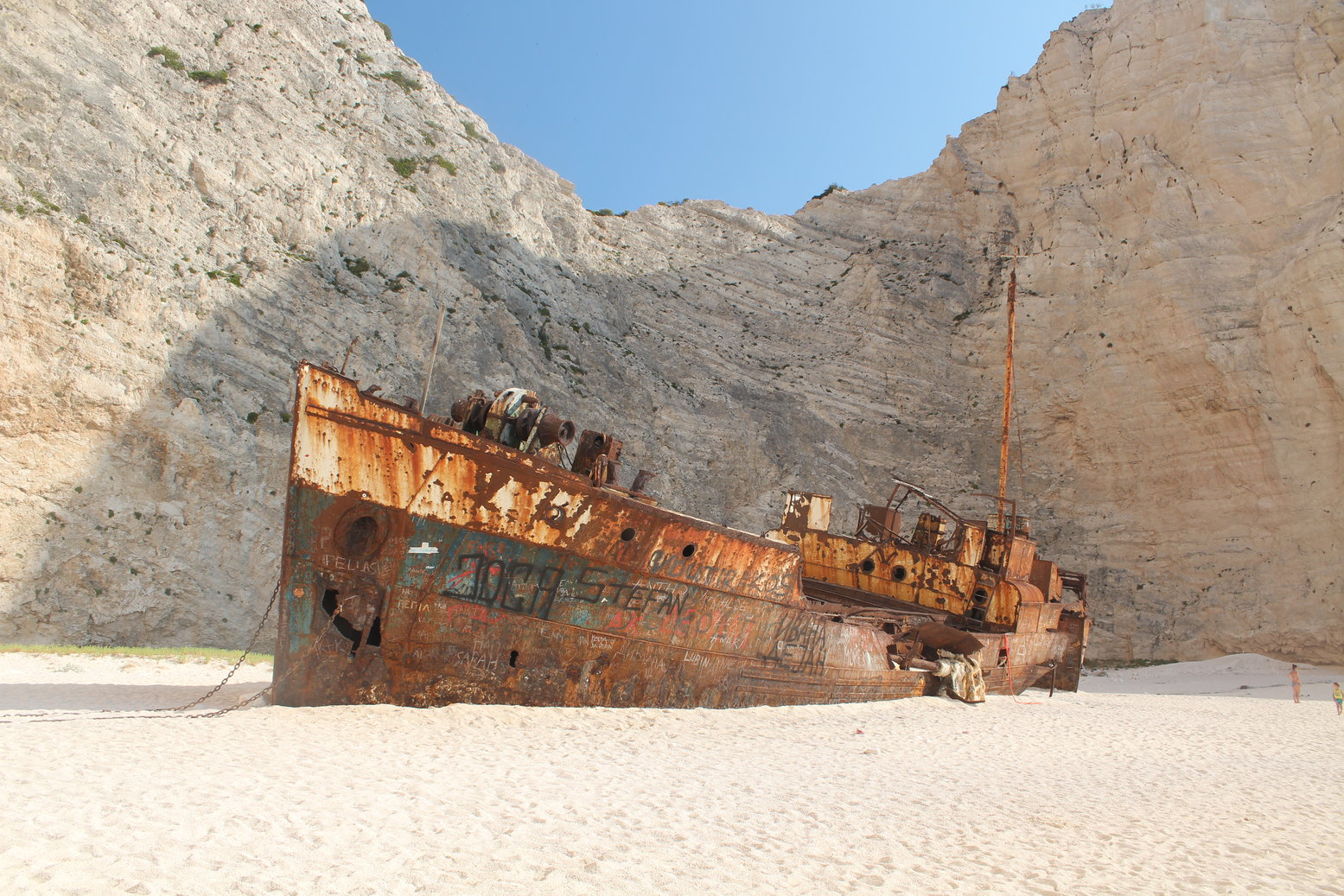
Wrak statku MV Panagiotis

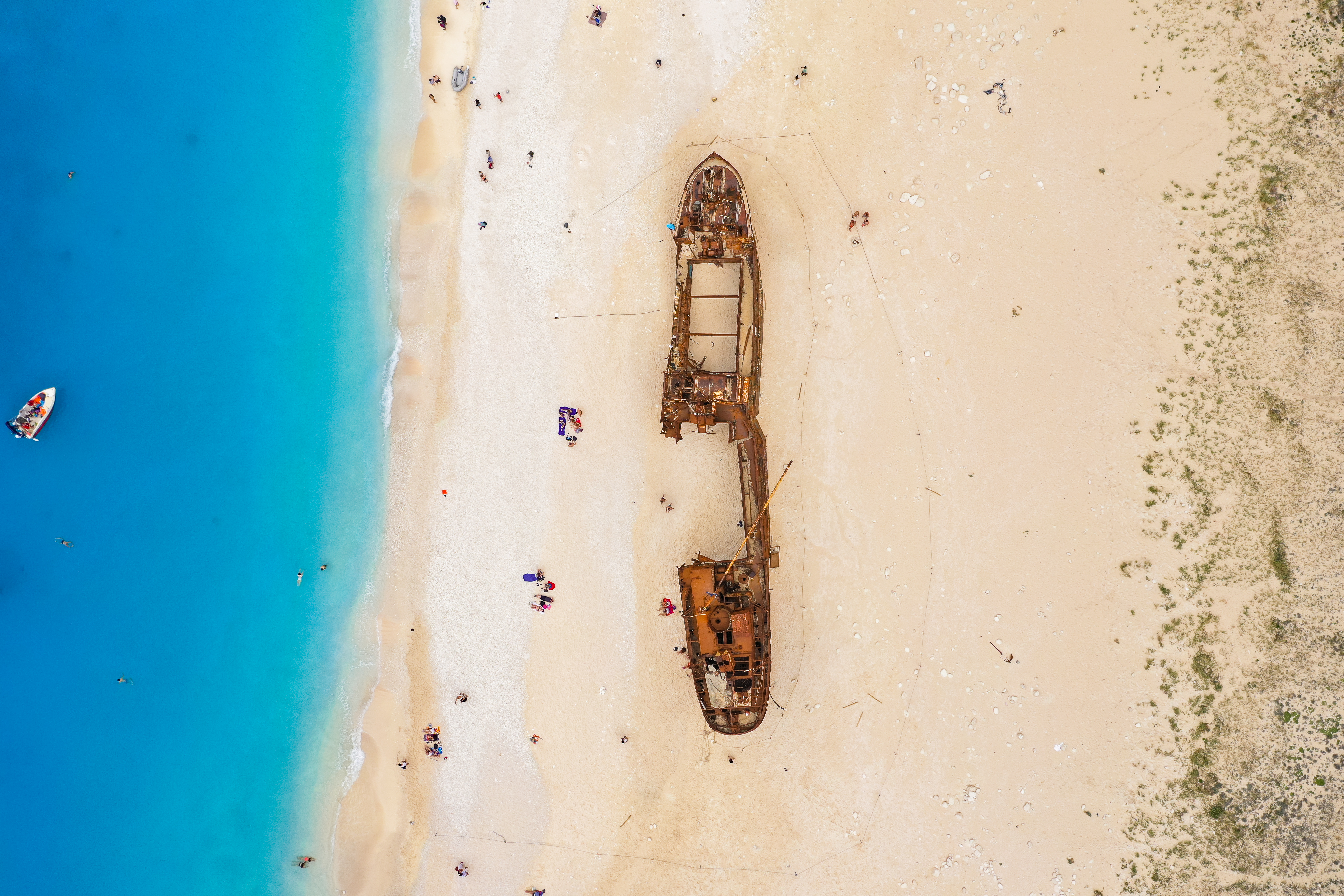
Plaża Nawajo z góry

Nawajo (gr. ναυάγιο „wrak”) – plaża zlokalizowana na północno-zachodnim krańcu wyspy Zakintos, na Wyspach Jońskich. Otaczają ją strzeliste wapienne klify, woda jest krystalicznie czysta. Na plaży znajduje się wrak statku Panajotis.